# Battlefield: Bad Company
Battlefield: Bad Company (abreviado BFBC) es un videojuego de acción en primera persona desarrollado por  EA Digital Illusions CE y distribuido por Electronic Arts. Bad Company es el primer juego de la serie Battlefield desarrollado para Xbox 360 y PlayStation 3. Fue lanzado en Norteamérica el 23 de junio de 2008, seguido de un lanzamiento en Europa el 26 de junio. El juego fue insinuado justo antes del lanzamiento de Battlefield 2, y anunciado dieciséis meses más tarde. Una secuela, Battlefield: Bad Company 2 fue lanzada para PlayStation 3, Xbox 360 y Windows.
Bad Company es único en la serie Battlefield porque fue el primero para consolas y presenta una campaña completa para un solo jugador con personajes, a diferencia de los títulos anteriores que se lanzaron principalmente para Windows y presentaban guerras enfocadas en el modo multijugador con un gran número de jugadores. El juego enfatiza el combate basado en escuadrones, al tiempo que conserva la guerra vehicular y a gran escala en el modo multijugador. EA debutó con su motor gráfico Frostbite que permite una alta destructibilidad del ambiente, la cual fue incorporada por primera vez en un videojuego de la época, y desde entonces el motor se ha actualizado para ejecutar títulos posteriores.
Bad Company recibió críticas positivas de los jugadores y críticos especializados, quienes elogiaron el humor de la historia y los aspectos técnicos como el sonido, la atmósfera y la destrucción realista del ambiente.

## Argumento
En Bad Company, el jugador encarna a un soldado del pelotón del mismo nombre que el juego que se ve implicado en una guerra ficticia entre Estados Unidos y Rusia. Siendo los enemigos soldados del MEC (Middle East Coalition) y un grupo de mercenarios que utilizan el lema Acta Non Verba (Actos, no palabras).
El escuadrón Bad Company está formado por delincuentes que tomando este camino evitan ir a la cárcel, por lo que para el ejército son prescindibles y siempre se encargan de las misiones suicidas y de la primera línea de batalla.
El juego empieza con una voz en off del soldado Preston contando la historia. Llegan en helicóptero a una base militar donde le reciben el resto de miembros de la Bad Company y se presentan. El sargento Redford deja claro desde el primer momento la poca seriedad del escuadrón pidiendo a Preston que no se dirija a él como señor.
Las primeras misiones tratan de como el escuadrón va limpiando el camino para un convoy estadounidense. Durante estas misiones, descubres que el ejército ruso se está apoyando de un grupo de mercenarios conocidos mundialmente por su letalidad y por cobrar en lingotes de oro puro, por lo que recoger el oro de los mercenarios muertos comenzará a ser uno de los objetivos del juego. Estas misiones siguen hasta que al final de una de ellas, el soldado Haggard entra en un país neutral (Serdaristan) y detrás de él todo el pelotón. Esta acción es considerada por sus superiores y Serdaristan como una invasión, por lo que la armada de los Estados Unidos se desentiende de las acciones de los miembros de la Bad Company y a estos les espera un consejo de guerra.
Con el panorama que tienen por delante, en vez de entregarse para que se celebre su consejo de guerra, los soldados deciden seguir en Serdaristan persiguiendo a los mercenarios para conseguir más oro. Para conseguir su propósito tendrás que derribar numerosas antenas de radio y así evitar poder ser localizado mediante radares. Finalmente eres localizado por el ejército estadounidense, pero en vez de celebrar el consejo, el escuadrón es enviado de nuevo al frente con otra misión suicida: localizar al líder de Serdaristan, que ya no muestra signos de neutralidad sino de apoyo a los rusos.
Una vez superadas todas las dificultades hasta llegar al palacio presidencial de Serdaristan y captures a su líder, este te contará que los mercenarios se han sublevado contra él y ahora controlan las tropas del país, por lo que el sargento pedirá por radio una evacuación, ya que el paquete había sido encontrado y una vez más serás informado de que tu escuadrón dependerá de sí mismo para salir del país. Zavimir Serdar, el dictador de Serdaristan, te ofrece ayuda a cambio de que le salves de los mercenarios, así que te subes en un helicóptero aparcado en el techo del palacio y te remontas río arriba por un estrecho valle sorteando tanques, antiaéreos y otras dificultades como tener que repostar en una base a rebosar de soldados enemigos o tener que escapar atravesando la frontera rusa.

### Personajes
- Soldado Preston Marlow, (Prez): Es el protagonista ya que cuenta la historia con una voz en off y es el personaje que se encarna. Entró en la Bad Company por destruir la limusina de un general mientras pilotaba un helicóptero.
- Soldado Terrence Sweetwater, (Sweets): Es un soldado al que le encanta hablar y posee un seco sentido del humor. Fue alistado en la Bad Company por introducir un virus en una red de seguridad militar.
- George Gordon Haggard. (Hags): Es una persona muy impulsiva, aparte de pirómano. Se unió a la Bad Company por haber volado un gran arsenal de armas.
- Sargento Samuel D. Redford: Lidera el grupo, al que se unió a cambio de que se le redujese el tiempo de servicio en el ejército. Le encanta pescar y era lo que quería hacer cuando le dieran un permiso poco después de empezar el modo historia, pero justo el día antes de conseguirlo invaden Serdaristan y sus planes se acaban.
- Mike-Uno-Julieta: Es el nombre en clave con el que el sargento se refiere a la mujer que les da nuevas órdenes y les proporciona ayuda por radio.
- Zavimir Serdar: Es el dictador de Serdaristan que ayudará al escuadrón a escapar del país una vez estos le hayan capturado a cambio de que le salven de los mercenarios.

## Armamento
- Rifle de asalto: AEK-971, M16, XM8, FN F2000, AN94

- Escopetas: Saiga-12, SPAS-12, High Standard Modelo 10, SPAS-15, USAS-12

- Rifle de francotirador: SV-98, Dragunov SVU, Barrett M95, VSS Vintorez, QBU-88

- Subfusiles: AKS-74U, Heckler & Koch UMP, PP-2000, UZI

- Ametralladora ligera: PKM, Heckler & Koch G36, Rheinmetall MG3, M60

## Sistema de juego
Realizando diferentes acciones tanto en el modo historia como en el modo en línea, se consiguen premios traducidos como trofeos en PS3 y logros en Xbox 360.
Battlefield: Bad Company carece de multijugador pantalla dividida, pero posee un modo en línea en el que las partidas son de hasta 24 jugadores. El modo multijugador tiene 25 diferentes rangos por los que va escalando el jugador a medida que aumenta su experiencia.

## Promoción
Se lanzaron tres tráileres sobre el juego, cada uno de los cuales parodiaban a otros videojuegos de EA.
El sitio web oficial del juego incluía eventos promocionales que dan al jugador códigos para armas desbloqueables. Estas armas "Find All Five" incluyen el rifle de asalto belga FN F2000, la escopeta automática USAS-12, la ametralladora de uso general M60, el rifle de francotirador QBU-88 y el subfusil Uzi con silenciador.
Los cinco eventos del sitio web de EA indicaban a los usuarios que los  requisitos eran participar en el programa de veteranos de Battlefield, comprobar las estadísticas del jugador en línea después de jugar, registrarse en el boletín de Battlefield, precomprar el juego a través de las tiendas participantes y llegar al rango 4 en la demo.
El 11 de septiembre de 2008, el sitio web de Battlefield: Bad Company reveló que tres de los códigos de Find All Five serían liberados debido a la falta de disponibilidad. Estas tres armas eran el rifle de francotirador QBU-88, la ametralladora ligera M60 y el subfusil mini Uzi silenciado. El código de la escopeta totalmente automática USAS-12 fue lanzado posteriormente. El fusil de asalto FN F2000 ha permanecido como arma exclusiva para los veteranos de la serie.